# هانو کوفلر
هانو کوفلر (انگلیسی: Hanno Koffler؛ زادهٔ ۲۵ مارس ۱۹۸۰) موسیقی‌دان و بازیگر سینما اهل آلمان است.

## زندگی‌نامه
هانو کوفلر در برلین زاده شد. در کودکی بازی در تئاتر را تجربه کرد. در ۱۹۹۴ همراه با برادرش ماکس کوفلر، یک گروه موسیقی را تشکیل دادند که هانو در آن نوازندهٔ درامز بود. این گروه در یک مسابقهٔ زندهٔ گروه‌های موسیقی، به جایگاه دوم دست یافت. هانو فعالیت سینمایی خود را از سال ۲۰۰۲ آغاز کرد.

## جایزه‌ها
- جشنوارهٔ دوربان، آفریقای جنوبی (۲۰۰۸) - جایزهٔ بهترین بازیگر مرد برای خوشامد یک قهرمان
- ۲۰۱۴ - جایزهٔ فیلم آلمان - نامزد بهترین اجرای یک بازیگر در نقش اصلی - سقوط آزاد

## فیلم‌شناسی
- ۲۰۰۴: طوفان تابستانی
- ۲۰۰۸: بارون قرمز
- ۲۰۱۳: سقوط آزاد
- ۲۰۱۵ عشق سخت